# Elizabeth O'Neill Verner
Elizabeth O'Neill Verner (Charleston, 21 de diciembre de 1883 - 17 de abril de 1979) fue una artista, autora, conferencista y conservacionista estadounidense que fue una de las líderes del Renacimiento de Charleston. Ha sido descrita como "la artista femenina más conocida de Carolina del Sur del siglo XX". 

## Educación
Estudió arte con Alice Ravenel Huger Smith. En 1901, después de asistir a una escuela católica para niñas en Columbia, SC, se inscribió en la Academia de Bellas Artes de Pensilvania, donde estudió durante dos años con Thomas Anshutz. Cuando dejó la academia, enseñó arte en Aiken, Carolina del Sur, durante un tiempo. Luego regresó a Charleston, donde continuó sus estudios de arte con Smith, así como con Gabrielle D. Clements y Ellen Day Hale. Inspirada por Clements y Hale, fue fundadora del Charleston Etchers Club y ayudó a fundar la Southern States Art League. 
En 1907, se casó con E. Pettigrew Verner, con quien se convirtió en madre de dos hijos. 

## Carrera artística
Verner no se convirtió en artista profesional hasta después de la muerte de su esposo en 1925, y se esto fue el único medio de sustento para sus hijos. Con el consejo de Smith, trabajó para adaptar su oficio de modo que pudiera ser autosuficiente. Una vía que tomó, como algunos de sus contemporáneos, fue publicar sus grabados en libros con títulos como Grabados e Impresiones de Charleston que pudieran venderse a los turistas. Otra vía fue buscar encargos, y llegó a especializarse en realizar dibujos de edificios históricos en la causa de la preservación. Entre sus clientes se encontraban el Distrito Histórico de Williamsburg, la Escuela de Medicina de Harvard, la Academia Militar de los Estados Unidos, la Universidad de Princeton y la Universidad de Carolina del Sur. 
Verner hizo aguafuertes, grabado a punta seca, dibujos y (después de 1934) pintura al pasteles de Charleston, favoreciendo edificios, escenas callejeras y paisajes. Trabajó en un estudio dentro de su residencia en 38 Tradd Street. También se convirtió en una retratista conocida por representar a los afroamericanos, especialmente a los vendedores de flores de la ciudad. Trabajó ocasionalmente como ilustradora de libros, ilustrando la novela Porgy de DuBose Heyward. Estilísticamente, sus pinturas son realistas con tintes impresionistas, mientras que sus grabados y dibujos son estudios nítidos y detallados.
Verner viajó mucho, visitando Japón (1937), Europa, el Caribe y México. En Londres, examinó algunos de los grabados de Rembrandt en el Museo Británico. Mientras estaba en Kioto, Japón, en 1937, aprendió pinceladas japonesas y produjo alrededor de 12 grabados. Ella inspiró a su amiga Anne Taylor Nash a comenzar a pintar, sirviendo como su maestra por un tiempo. En 1946, Verner publicó "Otros lugares", que componía 42 ilustraciones de lugares distintos de Charleston, acompañadas de su propio comentario.
Murió el 17 de abril de 1979. Su trabajo está en manos del Museo Metropolitano de Arte, el Museo Smithsoniano de Arte Americano y museos del sureste de Estados Unidos. La Comisión de Artes de Carolina del Sur otorga los Premios del Gobernador de las Artes de Elizabeth O'Neill Verner en su honor.